# Camilo Saldaña
Camilo Ignacio Saldaña Inostroza (Santiago, 13 de julio de 2000) es un futbolista chileno-palestino que juega como defensa en el club Al-Shomooa SC de Libia. Es internacional con la selección de fútbol de Palestina.

## Trayectoria
Comenzó su carrera futbolística en las divisiones menores de Colo-Colo, donde estuvo hasta la Sub-13. Terminó su formación en divisiones inferiores de Palestino, debutando en el primer equipo durante la temporada 2017 y ascendiendo al primer equipo el año siguiente.
En 2020, fue cedido a Santiago Morning de la Primera B chilena. La temporada siguiente, fue cedido a Rangers, mientras que en 2022 defendió los colores de Barnechea, todos de la división de plata del fútbol chileno.
En diciembre de 2022, tras quedar libre de Palestino, es anunciado como nuevo jugador de Unión San Felipe de la Primera B Chilena.

## Selección nacional
En junio de 2018 fue convocado a la selección de fútbol sub-20 de Chile, debutando en un partido amistoso ante su similar de Uruguay, con derrota 2:0.
De ascendencia Palestina, en septiembre de 2023 fue nominado a la Selección de fútbol de Palestina para participar de unos partidos amistosos. Debutó por Palestina el 6 de septiembre de 2023 en un partido amistoso ante Omán con una derrota 1:2.

### Participaciones en Copas Asiática
| Torneo             | Sede  | Resultado        | Partidos | Goles |
| ------------------ | ----- | ---------------- | -------- | ----- |
| Copa Asiática 2023 | Catar | Octavos de final | 2        | 0     |

## Clubes
| Club                        | País  | Año       |
| --------------------------- | ----- | --------- |
| Palestino                   | Chile | 2017-2022 |
| → Santiago Morning (cedido) | Chile | 2020      |
| → Rangers (cedido)          | Chile | 2021      |
| → Barnechea (cedido)        | Chile | 2022      |
| Unión San Felipe            | Chile | 2023      |
| Al-Shomooa SC               | Libia | 2024-Act. |

## Palmarés

### Títulos nacionales
| Título     | Equipo    | País  | Año  |
| ---------- | --------- | ----- | ---- |
| Copa Chile | Palestino | Chile | 2018 |